# Regionalwahl in der Lombardei 1995
Die Regionalwahl in der Lombardei 1995 fand am 23. April statt; der Regionalrat und der Präsident der Region Lombardei wurden gleichzeitig gewählt.

## Wahlergebnis
| Kandidaten                   | Kandidaten               | Stimmen   | %    | Listen                               | Stimmen   | %    | Mandate |
| ---------------------------- | ------------------------ | --------- | ---- | ------------------------------------ | --------- | ---- | ------- |
|                              | Roberto Formigonigewählt | 2.386.732 | 41,1 | Forza Italia - Il Polo Popolare      | 1.455.706 | 29,2 | 28      |
| Alleanza Nazionale           | Roberto Formigonigewählt | 2.386.732 | 41,1 | 496.939                              | 10,0      | 8    |         |
| Centro Cristiano Democratico | Roberto Formigonigewählt | 2.386.732 | 41,1 | 110.058                              | 2,2       | 2    |         |
| Pensionati del Sole          | Roberto Formigonigewählt | 2.386.732 | 41,1 | 14.518                               | 0,3       | –    |         |
| Mandate der Listengruppe     | Roberto Formigonigewählt | 2.386.732 | 41,1 | –                                    | –         | 16   |         |
| ↳ Gesamt                     | Roberto Formigonigewählt | 2.386.732 | 41,1 | 2.077.221                            | 41,7      | 54   |         |
|                              | Diego Masi               | 1.591.417 | 27,4 | Partito Democratico della Sinistra   | 821.280   | 16,5 | 11      |
| Popolari                     | Diego Masi               | 1.591.417 | 27,4 | 321.314                              | 6,5       | 4    |         |
| Federazione dei Verdi        | Diego Masi               | 1.591.417 | 27,4 | 154.624                              | 3,1       | 2    |         |
| Patto dei Democratici        | Diego Masi               | 1.591.417 | 27,4 | 146.293                              | 2,9       | 2    |         |
| Federazione Laburista        | Diego Masi               | 1.591.417 | 27,4 | 18.682                               | 0,4       | –    |         |
| Popolari e Democratici       | Diego Masi               | 1.591.417 | 27,4 | 11.146                               | 0,2       | –    |         |
| ↳ Gesamt                     | Diego Masi               | 1.591.417 | 27,4 | 1.473.339                            | 29,6      | 19   |         |
|                              | Francesco Speroni        | 1.087.128 | 18,7 | Lega Nord                            | 879.139   | 17,7 | 12      |
|                              | Giuseppe Torri           | 459.051   | 7,9  | Partito della Rifondazione Comunista | 381.221   | 7,7  | 5       |
|                              | Marco Pannella           | 165.838   | 2,9  | Lista Pannella - Riformatori         | 90.445    | 1,8  | –       |
| Fronte Autonomista           | Marco Pannella           | 165.838   | 2,9  | 5.596                                | 0,1       | –    |         |
| ↳ Gesamt                     | Marco Pannella           | 165.838   | 2,9  | 96.041                               | 1,9       | –    |         |
|                              | Carlo Fatuzzo            | 120.665   | 2,1  | Partito Pensionati                   | 71.608    | 1,4  | –       |
| Gesamt                       | Gesamt                   | 5.810.831 | 100  |                                      | 4.978.569 | 100  | 90      |